# Flughafen Matsumoto

i8
i11
i13
Der Flughafen Matsumoto (japanisch 松本空港 Matsumoto Kūkō, IATA-Code: MMJ, ICAO-Code: RJAF) ist ein kleiner Verkehrsflughafen der Stadt Matsumoto in Japan, Präfektur Nagano. Der Flughafen liegt etwa 9 Kilometer südwestlich vom Stadtzentrum Matsumotos. Von hier gibt es derzeit (2009) nur Inlandsverbindungen. Der Flughafen Matsumoto gilt nach der japanischen Gesetzgebung als Flughafen 3. Klasse.
Der Flughafen ist auch bekannt unter dem Namen Shinshū-Matsumoto kūkō (信州まつもと空港, englisch Shinshu-Matsumoto Airport).

## Lage und Verkehrsanbindung

### Bus-Linien
- Alpico Kōtsū
- Flughafen Shinshu-Matsumoto Pendelverkehr Bus Berg Hakuba Azumino[2]